# نشان عالی بشارت مقدس
نشان عالی بشارت مقدس (انگلیسی: Supreme Order of the Most Holy Annunciation)، یک نشان جوانمردی کلیسای کاتولیک است که از کنت‌نشین ساووی سرچشمه می‌گیرد.